# Проституция и психоактивные вещества
Потребление психоактивных веществ и проституция имеют прямую корреляцию.
У секс-работниц низкого класса, как правило, потребление психоактивных веществ предшествует проституции, а работа в этой сфере связана скорее с острой экономической необходимостью. Основным веществом выбора у них являются депрессанты (особенно героин). Элитные секс-работницы чаще выбирают психостимуляторы, при этом занятие проституцией предшествует употреблению психоактивных веществ.

## Потребление психоактивных веществ
Исследование, проведённое в 1994 году среди секс-работниц Южного Лондона, показало связь между сексуальным поведением, тяжестью синдрома зависимости и употреблением героина, алкоголя и (в меньшей степени) кокаина.
По средним оценкам, от 40 до 85 % лиц, вовлечённых в уличную проституцию, потребляют психоактивные вещества.
Исследование, проведённое Национальным агентством по лечению злоупотребления психоактивными веществами, показало, что 95 % женщин, занимающихся уличной проституцией в Великобритании, употребляют героин или крэк-кокаин. Однако такие организации, как «Английское общество проституток», утверждают, что эта цифра «ненадёжна с точки зрения национальной статистики» и что она взята «из исследования, проведённого в 2004 году с участием 71 женщины, с которым связались в рамках информационного проекта в Бристоле <…> которые были особенно уязвимы», и что в Великобритании «нет достоверных актуальных национальных данных об употреблении наркотиков среди секс-работниц». Исследование 200 женщин, занимающихся уличной проституцией, показало широко распространённое среди них злоупотребление алкоголем и другими наркотиками. 55 % субъектов начали принимать психоактивные вещества до занятия проституцией, 30 % — после вхождения в секс-индустрию, 15 % — одновременно с ним. По предположению исследователей, как проституция, так и злоупотребление психоактивными веществами являются поведенческим следствием травматичного прошлого и бесконечных циклов виктимизации, а также выражением чувства обречённости, беспомощности, низкой самооценки и тяги к саморазрушению.

## Влияние на здоровье
Потребление психоактивных веществ и проституция имеют связь с депрессией. Согласно исследованию Гилкриста et al., среди секс-работниц, злоупотребляющих психоактивными веществами, также встречается повышенная частота самоповреждений и суицидальных попыток.

## Адаптивность
Исследователи обнаружили, что психоактивные вещества помогают секс-работницам противостоять постоянному эмоциональному и физиологическому стрессу. Героин может использоваться для приспособления к жизни, которую они воспринимают в негативных красках; кокаин и другие психостимуляторы позволяют поддерживать высокий уровень бодрствования и повышают уверенность при разговоре с незнакомыми людьми. Девушки по вызову в Нью-Йорке употребляют алкогольные напитки с целью повышения способности самозащиты от оскорблений, как эмоционально, так и физически.